# Xian de Xiyang
Le xian de Xiyang (昔阳县 ; pinyin : Xīyáng Xiàn) est une subdivision de la province du Shanxi en Chine. Il est placé sous la juridiction administrative de la ville-préfecture de Jinzhong.

## Histoire
Le xian était appelé comté de Ping (樂平縣）) pendant la dynastie Sui entre 581 et 618.

## Démographie
La population du district était de 236 223 habitants en 1999.